# Cy Laurie
Cyril Laurie (Londen, 20 april 1926 – Essex, 18 april 2002) was een Britse jazzklarinettist en orkestleider.

## Biografie
Cy Laurie was autodidact op de klarinet. In 1947 formeerde hij zijn eerste band, waar George Melly in 1948 lid van werd. In 1949/1950 speelde hij met Mike Daniels en in 1950 leidde hij de Cy Laurie Four met Fred Hunt en Les Jowett. In 1951 leidde hij zijn eigen club in Londen en leidde hij een ensemble met zeven leden, waarin o.a. Chris Barber, Alan Elsdon, Al Fairweather, John Picard en Colin Smith speelden. Cy Lauries club was in de Ham Yard en werd de legendarische Mod Club The Scene tijdens de jaren 1960.
Van 1960 tot 1968 trok hij zich wegens ziekte terug uit de muziekbusiness. Aan het einde van het decennium leidde hij een ander ensemble voor een korte periode, voordat hij als gast speelde bij Max Collie, de Savoy Jazzmen, Max Duncan en Chris Watford, totdat hij toetrad tot de Black Bottom Stompers. Eind jaren 1970 ging hij op tournee met verschillende formaties als solist en werkte hij af en toe met zijn eigen bands. Tijdens de jaren 1980 werkte hij met Eggy Ley en Max Collies Mardi Gras. Hij vervolgde zijn muziekcarrière tot de jaren 1990, waar hij optrad met zijn eigen band en met Beryl Bryden.

## Overlijden
Cy Laurie overleed in april 2002 op bijna 76-jarige leeftijd.

## Discografie
- 1954/55: Blows Blue Hot (Lake Records)
- 1955/57: Chattanooga Stomp (Lake Records)
- 1968: A Jazz Club Session (Lake Records)
- 1992: Jazz from the Roots (Lake Records)